# جيسي بوريغو
جيسي بوريغو (بالإنجليزية: Jesse Borrego)‏ مواليد 1 أغسطس 1962 في سان أنطونيو، الولايات المتحدة، هو ممثل أمريكي بدأ مسيرته الفنية سنة 1984. من أعماله كون إير.

## روابط خارجية
- جيسي بوريغو على موقع IMDb (الإنجليزية)
- جيسي بوريغو على موقع ألو سيني (الفرنسية)
- جيسي بوريغو على موقع أول موفي (الإنجليزية)
- جيسي بوريغو على موقع قاعدة بيانات الأفلام السويدية (السويدية)
- جيسي بوريغو على موقع إن إن دي بي (الإنجليزية)
- جيسي بوريغو على موقع ديسكوغز (الإنجليزية)
- جيسي بوريغو على موقع قاعدة بيانات الفيلم (الإنجليزية)
- جيسي بوريغو على موقع كينوبويسك (الروسية)